# Šom
Šom, dříve Beregšom nebo Derenkovec, ukrajinsky Шом, dříve Деренковец, maďarsky Beregsom, je obec v kosonské venkovské územní komunitě (hromadě), v okrese Berehovo v Zakarpatské oblasti Ukrajiny. V roce 2001 zde žilo 1091 obyvatel, z toho 95.24% obyvatel bylo maďarské národnosti.

## Části obce
- Šom
- Kaštanovo[2]

## Historie
Do uzavření Trianonské smlouvy byla obec součástí Uherska, poté byla součástí Československa. V letech 1938 až 1945 byla (na základě první vídeňské arbitráže) součástí Maďarského království. Od roku 1945 byla obec součástí Ukrajinské sovětské socialistické republiky, která byla součástí SSSR. Od roku 1991 je obec součástí nezávislé Ukrajiny